# (100003) 1983 RN3
(100003) 1983 RN3 là một tiểu hành tinh vành đai chính. Nó được phát hiện bởi Henri Debehogne ở Đài thiên văn La Silla ở Chile ngày 1 tháng 9 năm 1983.